# مات ماسون (كاتب أغاني)
مات ماسون (بالإنجليزية: Matt Mason)‏ هو كاتب أغاني أمريكي، ولد في 1985.

## وصلات خارجية
- مات ماسون على موقع IMDb (الإنجليزية)
- مات ماسون على موقع ميوزك برينز (الإنجليزية)